# مالکا لاکر
مالکا لاکر (انگلیسی: Malka Locker؛ ۱۸۸۷ – ۱۹۹۰) شاعر اهل اسرائیل بود.